# المجلس القومي للأمومة والطفولة (مصر)
المجلس القومي للأمومة والطفولة هو مجلس قومي حكومي مصري منشأ بقرار رئيس الجمهورية رقم 54 لسنة 1988 المعدل بقرار رئيس الجمهورية رقم 273 لسنة 1989.

## تشكيل المجلس
يشكل المجلس برئاسة رئيس مجلس الوزراء وعضوية كل من وزراء الشئون الاجتماعية، والصحة، والثقافة، والتعليم، والقوى العاملة والتدريب، والتخطيط، والإعلام، والشباب والرياضة، وعدد لايزيد عن ثلاثة من الشخصيات العامة من ذوى الكفاءات والخبرة المهتمين بشئون الطفولة والأمومة.
ويعد المجلس هو السلطة العليا التي تتولى اقتراح السياسة العامة التييسير عليها وله أن يتخذ مايراه لازماً من القرارات لتحقيق الغرض الذي قام من أجله وله على الأخص مايلي :

## اختصاصات المجلس
- اقتراح السياسة العامة في مجال الطفولة والأمومة
- وضع مشروع خطة قومية للطفولة والأمومة في إطار الخطة العامة للدولة
- متابعة وتقييم تطبيق السياسة العامة والخطة القومية للطفولة والأمومة في ضوء التقارير المقدمة من الوزارات والهيئات والجهات المختصة
- جمع المعلومات والإحصائيات والدراسات المتاحة في المجالات المتعلقة بالطفولة والأمومة وتقييم مؤشراتها
- اقتراح برامج التدريب التي تساعد على الارتقاء بمستوى الأداء في تنفيذ أنشطة الطفولة والأمومة
- التعاون مع المنظمات الحكومية وغير الحكومية على المستوى المحلى والإقليميوالدولي
- وضع توجيهات تنموية للخطة القومية والمتعلقة بالطفولة والأمومة في مجالات الرعاية الاجتماعية والأسرية والصحة والتعليمية والثقافية والإعلامية والحماية الاجتماعية
- اقتراح البرامج الثقافية والتعليمية والإعلامية وتعبئة الرأي العام بشأن احتياجات الطفولة والأمومة ومشكلاتها وأساليب معالجتها
- التعاون مع المنظمات الحكومية والغير حكومية العاملة فيمجالي الطفولة والأمومة على المستوى الإقليميوالدولي وتشجيع النشاط التطوعيفي هذا المجال
- إبداء الرأيفي الاتفاقيات الدولية المتعلقة بالطفولة والأمومة والمشاركة في تنفيذ اتفاقيات المعونة والمساعدات التي تقدمها الدول والهيئات الأجنبية لمصر
- تنفيذ مشروعات نموذجية للاسترشاد بها على المستوى القوميتكون قرارات المجلس نهائية ونافذة، وعلى جميع الوزارات والهيئات العامة ووحدات الحكم المحلى ووحدات القطاع العام تنفيذ الخطط والمشروعات والبرامج التي يضعها المجلس في مجال الطفولة والأمومة، وذلك بالتعاون معه ومع الأجهزة المعاونة له